# Preluci (okręg Sălaj)
Preluci – wieś w Rumunii, w okręgu Sălaj, w gminie Lozna. W 2011 roku liczyła 178 mieszkańców.